# Милош Велькович
Милош Велькович (серб. Милош Вељковић / Miloš Veljković, нар. 26 вересня 1995, Базель) — сербський та швейцарський футболіст, захисник клубу «Вердер».
Виступав, зокрема, за клуби «Тоттенгем Готспур», «Мідлсбро» та «Вердер», а також національну збірну Сербії.

## Клубна кар'єра
Народився 26 вересня 1995 року в місті Базель. Розпочинав свою кар'єру в академії футбольного клубу «Базель». З 2011 року виступав у молодіжному складі англійського «Тоттенгем Готспур». 7 квітня 2014 року Милош дебютував у першій команді лондонців, вийшовши на заміну замість Пауліньйо у матчі проти «Сандерленда» (5:1).
16 жовтня 2014 року Велькович на правах тримісячної оренди перейшов в клуб Чемпіоншипу «Мідлсбро». У новій команді програв конкуренцію півзахисному дуету Грант Лідбіттер—Адам Клейтон, тому дебютував лише 6 грудня у грі проти «Міллволла» (5:1) і, зігравши лише три матчі, його оренда не була продовжена в січні. Натомість 20 січня був відданий в оренду в інший клуб другого за рівнем дивізіону Англії, «Чарльтон Атлетик». У цій команді розпочав основним гравцем, але вже 7 лютого у третій грі за клуб отримав серйозну травму плеча, через що вибув до кінця сезону і за клуб більше не грав.
31 січня 2016 року Велькович перейшов у німецький «Вердер», з яким уклав контракт на три з половиною роки. Сума трансферу склала 300 тис. євро. У першому сезоні залучався до матчів першої команди вкрай нерегулярно, але з наступного сезону став стабільним гравцем першої команди. Станом на 31 травня 2018 року відіграв за бременський клуб 59 матчів в національному чемпіонаті.

## Виступи за збірні
Народившись у Швейцарії, Милош сперва розпочав виступати за юнацьку збірну Швейцарії до 16 років, але з 2012 року вирішив виступати за юнацьку збірну своєї історичної батьківщини — Сербії. У складі команди до 19 років він взяв участь у юнацькому чемпіонаті Європи 2013 року у Литві, де взяв участь у всіх п'яти матчах своєї команди. У підсумку, серби стали чемпіонами Європи і Милош був нагороджений золотою медаллю турніру.
2015 року залучався до складу молодіжної збірної Сербії і виграв з нею чемпіонат світу серед команд до 20 років, що проходив у Новій Зеландії. Всього на молодіжному рівні зіграв у 17 офіційних матчах, забив 1 гол.
11 листопада 2017 року дебютував в офіційних матчах у складі національної збірної Сербії у товариській грі проти Китаю.
У травні 2018 року потрапив у попередню заявку збірної на чемпіонат світу 2018 року у Росії.

## Титули і досягнення
- Чемпіон Європи (U19): 2013
- Чемпіон світу (U-20): 2015